# KIM-1
Der KIM-1 ist ein auf der 6502-CPU basierender Heimcomputer des US-amerikanischen Herstellers Commodore International, der ab 1976 käuflich erhältlich war.

## Technische Daten

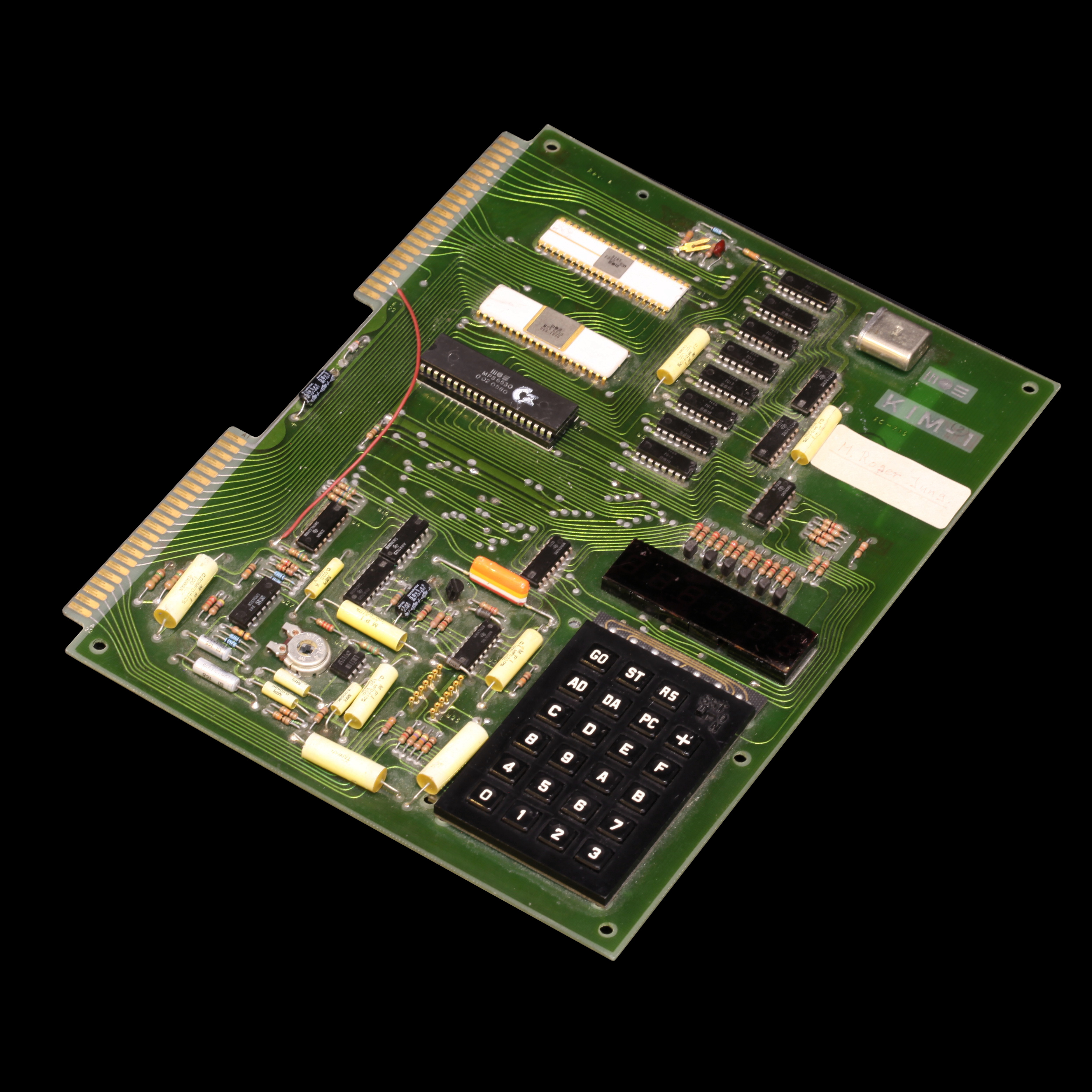
Der KIM-1

Der KIM-1 (Akronym aus dem englischen Keyboard Input Monitor) ist ein gehäuseloser Einplatinencomputer, welcher 1976 von MOS Technology Inc., bereits vor der Übernahme durch Commodore International, designt und produziert wurde. Seine elektronischen Hauptbestandteile sind der mit 1 MHz getaktete 6502-Mikroprozessor, zwei Spezialbausteine (insgesamt 2 KB Festwertspeicher  mit dem Betriebssystem, 64 Byte RAM, diverse Eingabe-/Ausgabe-Kanäle) und 1 KB weiterer Arbeitsspeicher. Daneben enthält der KIM-1 eine sechsstellige 7-Segment-LED-Anzeige und 24 Tasten zur direkten Eingabe von Hexadezimal-Code. Einige der Eingabe-/Ausgabe-Kanäle können als serielle Schnittstelle, zum Anschluss eines externen Terminals, eines Druckers (TTY mit 20-mA-Schleife) oder zur Ansteuerung eines Kassettenrekorders eingesetzt werden. Über einen herausgeführten Systembus kann das System um zusätzlichen Speicher oder weitere Peripherie erweitert werden. Eine von Don Lancaster entwickelte Erweiterungskarte ermöglicht so beispielsweise die Darstellung von 32 × 16 Großbuchstaben auf einem Fernseher oder Monitor.
Ein Nachbau in Form des MCS Alpha 1 wurde mit Gehäuse nebst interner Stromversorgung und externer Tastatur ausgeliefert. Daneben wies er einige Änderungen auf: es sind acht LEDs verbaut und ein verbessertes Programm zur komfortableren  Bedienung (Monitor) ist implementiert.

## Software
Das Betriebssystem des KIM-1 bestehend aus TIM (Akronym für englisch Terminal Input Monitor) und KIM (Akronym für englisch Keyboard Input Monitor) erlaubt den Betrieb mit einem Kassettenrekorder als Massenspeicher, die Ansteuerung der LED-Anzeige und die Abfrage der Tastatur. Für den Computer existieren unter anderem höhere Programmiersprachen wie etwa Tiny BASIC, das auf dem KIM-1 debütierte. Dafür muss allerdings der Arbeitsspeicher aufgerüstet werden.